# Melittinae
Melittinae is een onderfamilie van vliesvleugelige insecten uit de familie Melittidae.